# Хорње Орешани
Хорње Орешани (слч. Horné Orešany) насељено је мјесто са административним статусом сеоске општине (слч. obec) у округу Трнава, у Трнавском крају, Словачка Република.

## Становништво
| Година:    | 1994. | 2004.   | 2014.   | 2024.   |
| ---------- | ----- | ------- | ------- | ------- |
| Број људи: | 1840  | 1851    | 1910    | 1919    |
| Разлика:   |       | +0,59 % | +3,18 % | +0,47 % |

| Година:    | 2023. | 2024.   |
| ---------- | ----- | ------- |
| Број људи: | 1948  | 1919    |
| Разлика:   |       | -1,48 % |

Према подацима о броју становника из 2024. године насеље је имало 1919 становника.

## Познате особе
- Франтишек Затко (*1896 – † 1984), СДБ, римокатолички cвештеник, мисионар (Сједињене Америчке Државе).[6]